# Pas le temps
Singles de Faf Larage
L'Américain
(2004) Ta meuf (la caille)
(2007)
Pas le temps est une chanson enregistrée par le rappeur français Faf Larage. Elle est sortie comme single en septembre 2006 et est utilisée comme thème de la série télévisée américaine Prison Break. La face B est C'est pas ma faute, une chanson qui est sortie en single en octobre 2007. Pas le temps a connu un grand succès en France et en Belgique francophone, restant numéro 1 pendant deux mois, et devenant le single le plus vendu en France en 2006 et le 956e de tous les temps en France. Il restera à jamais le seul succès de Faf Larage et également son unique chanson phare.

## Liste des pistes
CD single
1. Pas le temps (Version radio) — 3:38
2. Pas le temps (Instrumentale) — 3:47
3. C'est pas ma faute — 4:03

Téléchargement
1. Pas le temps miss fire (Version radio) — 3:38

## Certifications et ventes
| Pays     | Certification | Date             | Ventes certifiés | Ventes physiques          | Téléchargements |
| -------- | ------------- | ---------------- | ---------------- | ------------------------- | --------------- |
| Belgique | Or            | 17 mars 2007     | 20 000           |                           |                 |
| France   | Platine       | 30 novembre 2006 | 300 000          | 378 000 (355 842 en 2006) | 21 690 en 2006  |

## Classements
| Classement (2006-07)                    | Meilleure position |
| --------------------------------------- | ------------------ |
| Belgique (Wallonie Ultratop 50 Singles) | 1                  |
| Union européenne                        | 6                  |
| France (Téléchargements)                | 2                  |
| France (SNEP)                           | 1                  |
| Suisse (Schweizer Hitparade)            | 9                  |

| Classements de fin d'année (2006) | Position |
| --------------------------------- | -------- |
| France (Téléchargements)          | 28       |
| France (Singles)                  | 1        |
| Suisse                            | 86       |
| Classement de fin d'année (2007)  | Position |
| Belgique (Fr.)                    | 5        |
| France (Singles)                  | 82       |